# 法律の岩

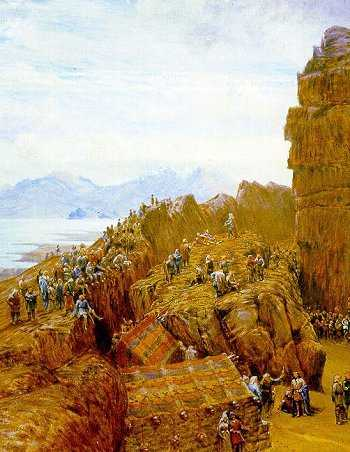
シンクヴェトリルの法律の岩の19世紀の描写。

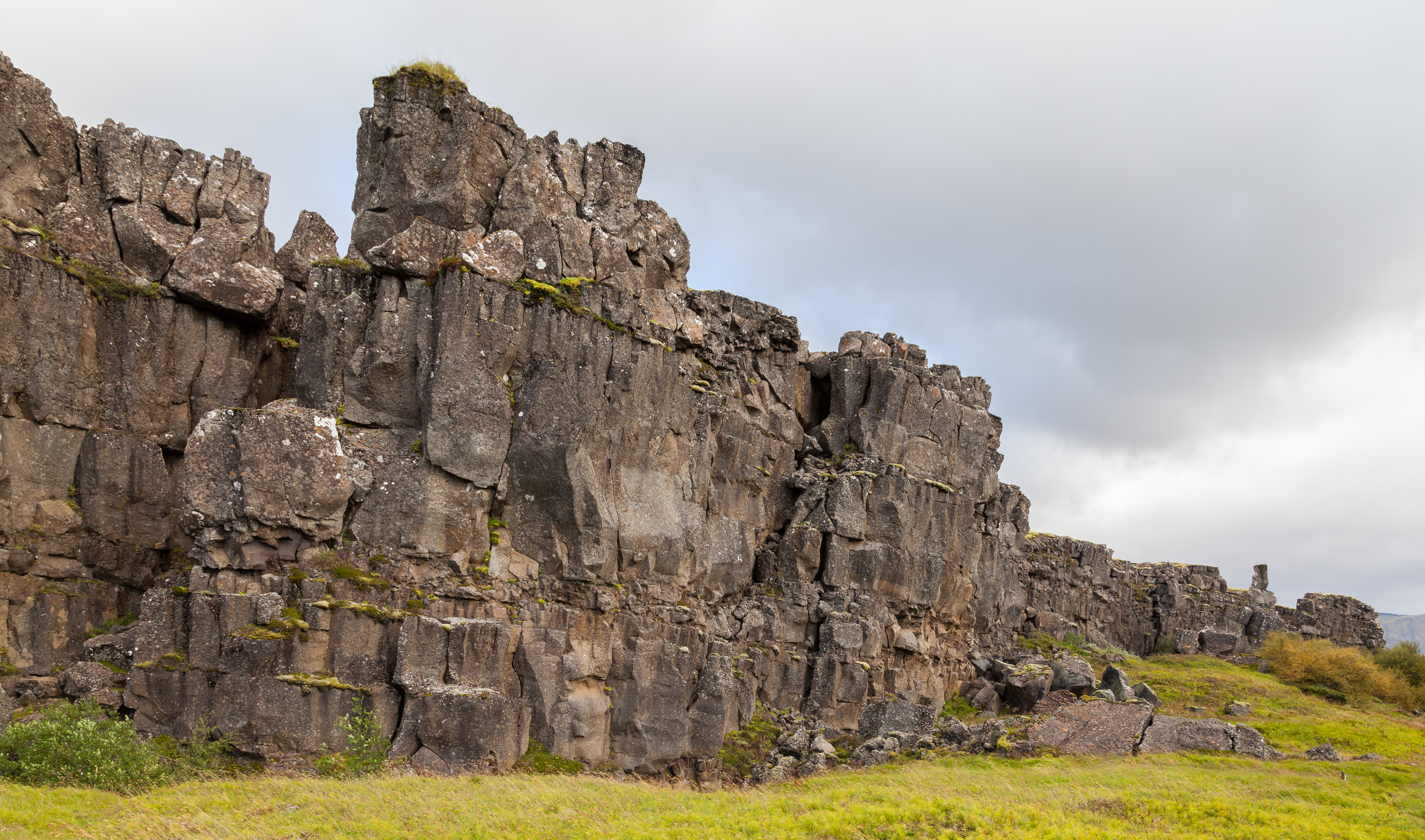
現在のシンクヴェトリルにある法律の岩の遺跡。ただし岩の正確な場所はわからず、ここは候補地の一つである。

法律の岩（ほうりつのいわ、Lögberg、ログベルグ、法の岩とも）は、ヨーロッパで最も古い時期につくられた議会であるアイスランドのアルシングの集会の中枢となった場所である。
最初のアルシングは、930年に、シンクヴェトリル（「議会平原」の意）に招集された。
法官（ログソグマズゥル。lögsögumaður）が集会の主宰者として席に就いたのがこの岩の露頭であった。
また、この岩の上で「アルシング」の開会宣言や議会演説等が行われていた。